# Championnat de Belgique féminin de football 2002-2003
 (mars 2024).
Si vous disposez d'ouvrages ou d'articles de référence ou si vous connaissez des sites web de qualité traitant du thème abordé ici, merci de compléter l'article en donnant les références utiles à sa vérifiabilité et en les liant à la section « Notes et références ».
Navigation
Saison précédente Saison suivante
Le championnat de Belgique féminin de football 2002-2003 est la 32e édition du championnat de première division belge de football féminin. Il se dispute lors de la saison 2002-2003.
Ce championnat est disputé par quatorze équipes. Il est remporté par le SK Lebeke-Alost dont c'est le seul titre.

## Classement
Le classement final de la saison 2002-2003 de la première division belge de football féminin est :
| Rang | Équipe                   | Pts | J  | G  | N | P  | Bp  | Bc  | Diff |
| ---- | ------------------------ | --- | -- | -- | - | -- | --- | --- | ---- |
| 1    | SK Lebeke-Alost          | 73  | 26 | 24 | 1 | 1  | 116 | 15  | +101 |
| 2    | KFC Rapide Wezemaal      | 66  | 26 | 21 | 3 | 2  | 117 | 24  | +93  |
| 3    | Standard Fémina de Liège | 49  | 26 | 15 | 4 | 7  | 72  | 47  | +25  |
| 4    | Eva's Kumtich            | 45  | 26 | 13 | 6 | 7  | 60  | 33  | +27  |
| 5    | RSC Anderlecht           | 42  | 26 | 12 | 6 | 8  | 40  | 43  | -3   |
| 6    | Oud-Heverlee Louvain     | 42  | 26 | 11 | 9 | 6  | 45  | 33  | +12  |
| 7    | KSC Eendracht Alost      | 41  | 26 | 12 | 5 | 9  | 62  | 47  | +15  |
| 8    | KFC Lentezon Beerse      | 35  | 26 | 11 | 2 | 13 | 45  | 65  | -20  |
| 9    | DVC Zuid-West Vlaanderen | 29  | 26 | 9  | 2 | 15 | 42  | 72  | -30  |
| 10   | Sinaai Girls             | 27  | 26 | 8  | 3 | 15 | 52  | 69  | -17  |
| 11   | SKOG Ostende             | 23  | 26 | 6  | 5 | 15 | 36  | 60  | -24  |
| 12   | Miecroob Veltem          | 21  | 26 | 6  | 3 | 17 | 18  | 63  | -45  |
| 13   | Dames VK Egem            | 21  | 26 | 5  | 6 | 15 | 30  | 71  | -41  |
| 14   | DVC Land van Grimbergen  | 4   | 26 | 1  | 1 | 24 | 11  | 104 | -93  |